# Muro (Majorque)
Pour les articles homonymes, voir Muro.
Muro (en catalan et en castillan) est une commune d'Espagne de l'île de Majorque dans la communauté autonome des Îles Baléares. Elle est située au nord de l'île et fait partie la comarque du Pla de Mallorca.

## Géographie

Localisation de l'île Majorque dans les Îles Baléares.
Localisation de Muro dans l'île de Majorque.
Localisation de la comarque du Pla de Mallorca dans l'île de Majorque.